# 段士楷

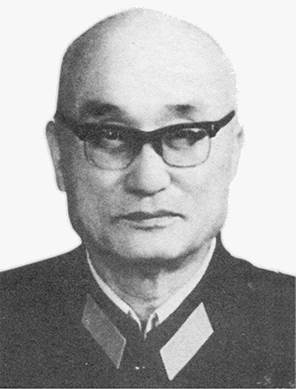
段士楷，1949年摄，时任第一野战军七军二十一师政治部主任

段士楷（1919年—1991年），男，山西霍县人，中华人民共和国军事人物，中国人民解放军少将，曾任中国人民解放军空军后勤部副部长。

## 家庭
其女段晴（1953—2022）为北京大学外国语学院教授，主要研究中古伊朗语、梵语、中古印度语等。